# Villa Marcelle

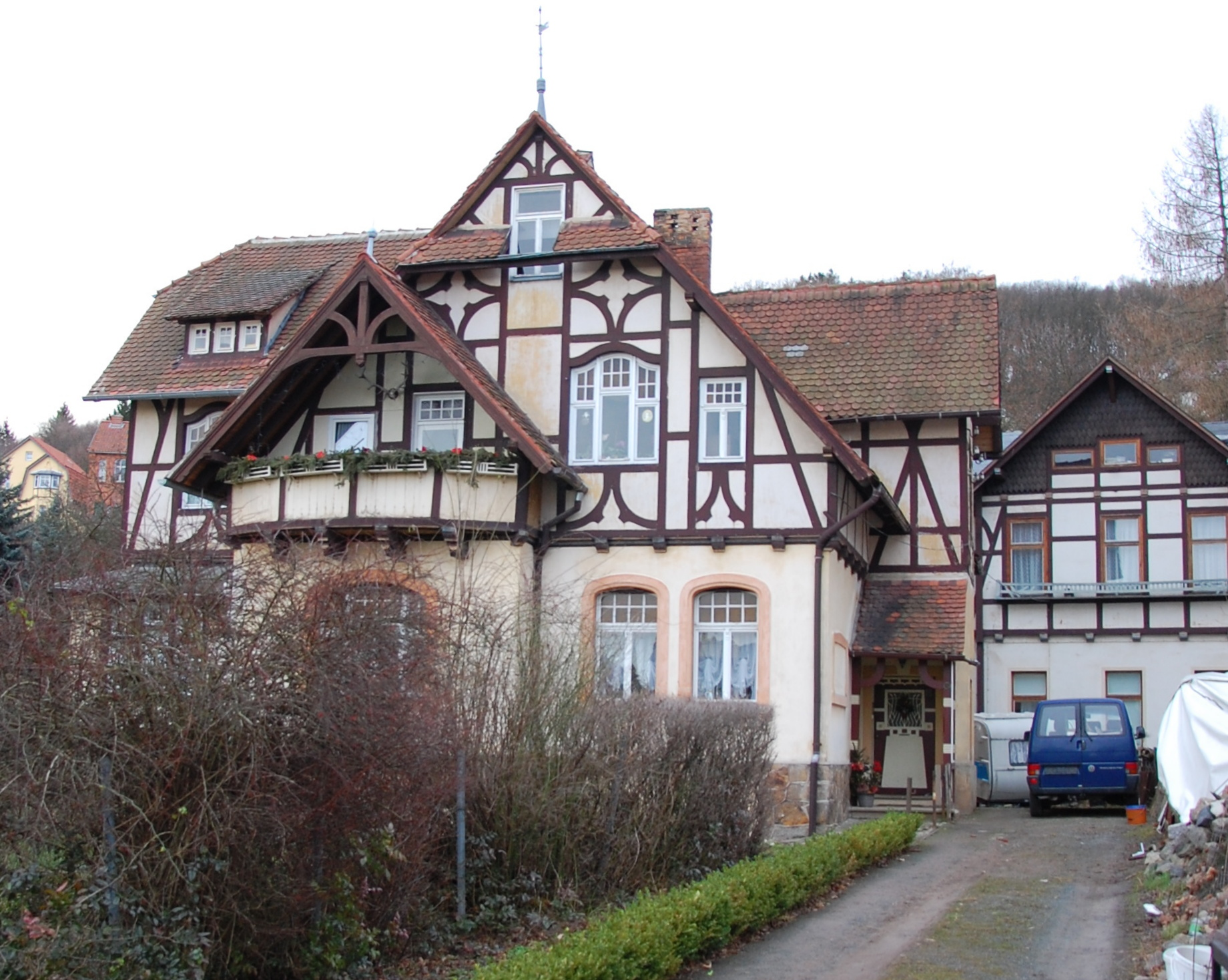
Villa Marcelle

Die Villa Marcelle ist ein denkmalgeschütztes Gebäude im zur Stadt Quedlinburg in Sachsen-Anhalt gehörenden Ortsteil Stadt Gernrode.

## Lage
Sie befindet sich westlich des Ortskerns von Gernrode am Fuße des Schwedderbergs an der Adresse Am Schwedderberg 7a auf der Südseite der Straße und ist im örtlichen Denkmalverzeichnis als Villa eingetragen. Die Villa ist ein Einzeldenkmal, gehört jedoch darüber hinaus zur denkmalgeschützten Häusergruppe Am Schwedderberg 1, 2, 4, 6, 7a, 8, 9a, 10, 12.

## Architektur und Geschichte
Die Villa wurde im Jahr 1907 errichtet. Sowohl die Villa als auch die etwa zeitgleich entstandenen Nebengebäude weisen Elemente des Jugendstils auf und zitieren darüber hinaus die lokale Tradition im Fachwerkbau. Erhalten sind auch Reste der historischen Einfriedung und des alten Gartens.
Besitzer war der Eigentümer des ersten Harzer Postkartenverlags Mittag. Das Grundstück diente sowohl als Wohn- als auch als Gewerbestandort.
Andere Quellen schildern die Nutzung des dort als Villa Marcelle bezeichneten Hauses als französisches Töchterpensionat für den Haushalts- und wissenschaftlichen Unterricht. Das Pensionat bot Platz für 15 bis 16 Mädchen und gehörte damit zu den kleineren Einrichtungen dieser Art. Es verfügte über gute Referenzen. Während der Inflation wurde es als Pensionat jedoch aufgegeben.